# Adolf Böttger
Adolf Böttger (født 21. maj 1815 i Leipzig, død 16. november 1870 i Gohlis) var en tysk digter og oversætter.
Böttger studerede i sin fødeby Leipzig og viede sit liv til litteraturen. Med en oversættelse af Byrons samtlige værker 1840 grundlagde han sit ry som oversætter. Medens hans gengivelse af Shakespeare faldt mindre heldig ud, vandt hans oversættelser af Popes, Goldsmiths, Miltons og Ossians digtninge stor anerkendelse. Som original digter har han forsøgt sig både i drama (Agnes Bernauer), Lyrik og Eventyrdigte. Hans Gesammelte Dichtungen udkom i 6 bind 1889.